# الجمعية الخيرية الإسلامية
الجمعية الخيرية الإسلامية هي منظمة خيرية غير ربحية تقع في الخليل في الضفة الغربية. تأسست المؤسسة الخيرية في عام 1962 لرعاية الأيتام وتوسعت على مر السنين. وهي الآن مسؤولة عن دارين للأيتام، وثلاث مدارس للبنين والبنات، ومنتجات الألبان، وورشة خياطة، ومخبزين، ومركز تجاري كبير، ومبنى مكون من 30 شقة.
وفقا لحلقة عام 2006 من سلسلة بي بي سي:
تلقت الجمعية الخيرية الإسلامية تمويلًا من إنتربال وهي مرتبطة بحماس. نقلا عن اللجنة الخيرية لإنجلترا وويلز [الإنجليزية]
 ومسودة تقرير من مجموعة عمل تجميد الأصول التابعة لوزارة الخزانة الأمريكية، تزعم أن الجمعية الخيرية الإسلامية لها "دور داعم موثق جيدا داخل البنية التحتية لحماس" وأنها "مولت وأدارت برامج تعليمية تبدو وكأنها لدعم نشاط حماس.

## إسرائيل
في 26 شباط، أصدر الجيش الإسرائيلي 6 أوامر عسكرية بإغلاق وإخلاء 2 دور للأيتام و3 مدارس ومنشآت أخرى تابعة للجمعية الخيرية الإسلامية في الخليل.

## مشاريع الجمعية
خطت الجمعية الخيرية الإسلامية خطوات كبيرة في مجال التمكين الاقتصادي من خلال ما نفذته الجمعية مشاريع تمكين اقتصادي بلغ تعدادها ما يزيد عن 200 مشروعاً اقتصادياً توزعت ما بين مشاريع صغيرة إلى مشاريع متناهية الصغر، موزعة على مناطق مختلفة من الضفة الغريبة. كما ساهمت أيضًا في تأسيس معهد صائب الناظر للتعليم التقني والمهني عام 2012 استجابة للتوجه العالمي حيث يعتبر التعليم المهني البديل المنشود للحد من مشكلة البطالة في فلسطين والتي تجاوزت نسبة 50% من خريجي التخصصات الأكاديمية، في حين بلغت نسبة التشغيل في التخصصات المهنية 92%.

## روابط خراجية
- الموقع الرسمي للجمعية الخيرية الإسلامية